# Syv mænd sejrer
Syv mænd sejrer (originaltitel: The Magnificent Seven) er en amerikansk westernfilm fra 1960 filmen er instrueret af John Sturges og med Yul Brynner, Eli Wallach, Steve McQueen, Charles Bronson og James Coburn i hovedrollerne.
Filmen er en amerikansk adaptering af den japanske samuraifilm De syv samuraier fra 1954.

## Medvirkende
- Yul Brynner som Chris Larabee Adams
- Eli Wallach som Calvera
- Steve McQueen som Vin Tanner
- Charles Bronson som Bernardo O'Reilly
- Robert Vaughn som Lee
- Brad Dexter som Harry Luck
- James Coburn som Britt
- Horst Buchholz som Chico
- Jorge Martínez de Hoyos som Hilario
- Rosenda Monteros som Petra

## Eksterne Henvisninger
- Syv mænd sejrer på Internet Movie Database (engelsk)
- Syv mænd sejrer på Filmdatabasen
- Syv mænd sejrer på Filmstriben
- Syv mænd sejrer på Scope
- Syv mænd sejrer i Svensk Filmdatabas (svensk)
- Syv mænd sejrer på AlloCiné (fransk)
- Syv mænd sejrer på MovieMeter (nederlandsk)
- Syv mænd sejrer på AllMovie (engelsk)
- Syv mænd sejrer hos American Film Institute (engelsk)
- Syv mænd sejrers profil hos Encyclopædia Britannica Online (engelsk)